# فیلم در ۲۰۱۵
این نوشتار به ارائه پرفروش‌ترین فیلم‌های به نمایش در آمده در جهان در سال ۲۰۱۵ میلادی می‌پردازد.

## پرفروش‌ترین فیلم‌ها
| رتبه | عنوان                        | استودیو            | فروش جهانی     |
| ---- | ---------------------------- | ------------------ | -------------- |
| ۱.   | جنگ ستارگان: نیرو برمی‌خیزد   | والت دیزنی پیکچرز  | $۲٬۰۶۵٬۳۴۲٬۰۰۰ |
| ۲.   | دنیای ژوراسیک                | یونیورسال استودیوز | $۱٬۶٧٠٬۴۰۰٬۰۰۰ |
| ۳.   | خشن ۷                        | یونیورسال استودیوز | $۱٬۵۱۶٬۸۰۴٬۰۰۰ |
| ۴.   | انتقام‌جویان: عصر اولتران     | مارول استودیوز     | $۱٬۴۰۵٬۴۱۵٬۰۰۰ |
| ۵.   | مینیون‌ها                     | یونیورسال استودیوز | ۱٬۱۵۹٬۰۰۰٬۰٠٠$ |
| ۶.   | اسپکتر                       | کلمبیا پیکچرز      | $۸۸۰٬۶۷۴٬۰۰۰   |
| ۷.   | پشت و رو                     | والت دیزنی پیکچرز  | $۸۶۵٬۸۰۹٬۷۱۱   |
| ۸.   | مأموریت غیرممکن: ملت یاغی    | پارامونت پیکچرز    | $۶۸۲٬۳۳۰٬۰۰۰   |
| ۹.   | عطش مبارزه: زاغ مقلد - بخش ۲ | لاینزگیت           | $۶۵۳٬۰۰۰٬۰۰۰   |
| ۱۰.  | مریخی                        | والت دیزنی پیکچرز  | $۵۴۲٬۲۷۳٬۴۶۶   |

## رکورد
دنیای ژوراسیک بهترین آمار فروش را از سال ۲۰۱۲ که فیلم «انتقام‌جویان» به فروش بیش از ۱٫۵۱۵ میلیارد دلار در گیشه جهانی رسید را بدست آورده است و به احتمال فراوان با توجه به استقبال همچنان خوب از این فیلم در آمریکای شمالی و سایر نقاط جهان، از رکورد این فیلم نیز پیشی بگیرد که در این صورت «دنیای ژوراسیک» به مکان سوم پرفروش‌ترین فیلم‌های تاریخ سینما صعود کرد.
جنگ ستارگان: نیرو برمی‌خیزد و دنیای ژوراسیک و خشن ۷، و انتقام‌جویان: عصر اولتران و مینیون‌ها  پرفروش‌ترین فیلمهای سینمای جهان در سال ۲۰۱۵ قرار دارد.
فروش فوق‌العاده «دنیای ژوراسیک» همچنین موجب شد که کمپانی یونیورسال به رکورد جدیدی دست یابد و زودتر از هر کمپانی دیگری در تاریخ به فروش سالانه پنج میلیارد دلاری در گیشه جهانی برسد که البته در این میان فیلم‌های «سریع و خشن ۷»، «پنجاه طیف خاکستری» و «صدا شش دانگ ۲» و همچنین انیمیشن جدید «مینیون‌ها» نیز نقش قابل ملاحظه‌ای در ثبت این رکورد برای کمپانی یونیورسال داشته‌اند.